# Smoky River 130, Alberta
Smoky River 130,  din provincia Alberta, Canada este un district municipal, amplasat la coordonatele 55°43′23″N 117°12′05″W / 55.723056°N 117.201389°V. Districtul se află în Diviziunea de recensământ 19. El se întinde pe suprafața de 2,842.59 km2  și avea în anul 2011 o populație de 2,126 locuitori.
Cities Orașe
--
Towns Localități urbane
- Falher
- McLennan

Villages Sate
- Donnelly
- Girouxville

Summer villages Sate de vacanță
--
Hamlets, cătune
- Guy
- Jean Cote

Așezări
- Ballater
- Crowell
- Culp
- Dreau
- Forest View
- Kathleen
- Lac Magloire
- Little Smoky
- Normandville
- Roxana
- Whitemud Creek
- Winagami

1. 1 2  Population and dwelling counts, for Canada, provinces and territories, and census subdivisions (municipalities), 2016 and 2011 censuses – 100% data (în engleză), 20 februarie 2019